# جوكر: جنون مشترك
جوكر: جنون مشترك (بالفرنسية: Joker: Folie à Deux) هو فيلم إثارة نفسية موسيقي أمريكي صدر سنة 2024، من إخراج تود فيليبس عن سيناريو شارك في كتابته مع سكوت سيلفر. الفيلم مستوحى بشكل فضفاض من شخصيات دي سي كومكس، ويُعد تكملة لفيلم جوكر (2019). خواكين فينيكس يعيد تجسيد دوره كالجوكر، فيما تشارك ليدي غاغا بدور حبيبته لي كوينزل. يعود كل من زازي بيتز ولي غيل إلى أدوارهم السابقة، وينضم إلى طاقم التمثيل برندان غليسون، كاثرين كينر، ستيف كوجان، وهاري لووتي. الفيلم من إنتاج وارنر برذرز بيكتشرز بالتعاون مع جوانت إيفورت، وتوزيع وارنر برذرز بيكتشرز.
تم تصور الجوكر كفيلم مستقل، على الرغم من أن وارنر برذرز كانت تهدف من خلاله إلى إطلاق سلسلة أفلام دي سي بلاك. أبدى فيليبس، مخرج جوكر، اهتمامه بإنتاج تكملة، والتي تم الإعلان عنها في يونيو 2022، حيث انضمت غاغا وبييتز في وقت لاحق من ذلك العام. تم التصوير الرئيسي للفيلم في مدينة نيويورك، ولوس أنجلوس، وبيلفيل في نيوجيرسي، من ديسمبر 2022 إلى أبريل 2023.
عُرض فيلم جوكر: جنون مشترك في مهرجان البندقية السينمائي في دورته الـ81 في 4 سبتمبر 2024، وتم إصداره في الولايات المتحدة في 4 أكتوبر. كان الفيلم فاشلاً من الناحية النقدية والتجارية، حيث حقق إيرادات بلغت 201 مليون دولار مقابل ميزانية تتراوح بين 190 و200 مليون دولار، مع توقعات بخسائر تتراوح بين 125 و200 مليون دولار لشركة وارنر برذرز.

## القصة
في تسلسل متحرك، يتقمص ظل الجوكر شخصيته، حيث يتصرف بشكل عنيف ويأخذ مكانه لأداء رقصة غنائية في برنامج تلفزيوني، ثم يتخلى عنه على المسرح، قبل وصول ثلاثة ضباط شرطة ليهاجموه.
يكون أرثر فليك في الحبس في مصحة أركام العقلية في انتظار المحاكمة عن الجرائم التي ارتكبها قبل عامين. تخطط محاميته، ماريان ستيوارت، للاعتماد على حجة أن أرثر يعاني من اضطراب الهوية التفارقي وأن شخصية الجوكر هي المسؤولة عن الجرائم. خلال جلسة علاج موسيقي، يلتقي أرثر بهارلين “لي” كوينزل، التي تدعي أنها نشأت في نفس الحي الذي نشأ فيه، ولديها أب مسيء توفي في حادث سيارة، وسُجنت بعد إحراقها لمبنى شقتي والديها. تعبر لي أيضًا عن إعجابها بجرائم الجوكر وشخصيته.
خلال عرض فيلم، تشعل لي حريقًا. يتم القبض عليها وأرثر وهما يحاولان الهرب، ويُوضع أرثر في الحبس الانفرادي. تزوره لي لتخبره بأنها ستُطلق سراحها لتجنب تأثيره، لكنها تعده بحضور محاكمته. خلال مقابلة مع شخصية تلفزيونية تُدعى بادي مايرز، يغني أرثر للي عبر شاشة التلفاز، مما يعمق حبها له.
في يوم المحاكمة، يستدعي مساعد المدعي العام هارفي دنت شهودًا يشككون في ادعاءات أرثر بالجنون. خلال استراحة، تكشف ماريان أن لي كانت في الحقيقة طالبة في الطب النفسي نشأت في الجانب الغربي العلوي، وأن والدها، وهو طبيب، لا يزال على قيد الحياة. بالإضافة إلى ذلك، فقد التزمت بنفسها طواعية في أركام، وتفحصت للخروج، ولم تحرق أبداً أي مبنى شقق. عندما يواجه أرثر لي، تعترف أن كذباتها كانت محاولة للتقرب منه، لكنها تخبره أيضًا بأنها حامل من تلك الليلة التي قضياها معاً وأنها انتقلت إلى مبنى شقته القديمة لتخلق لهما منزلًا.
في المحاكمة في اليوم التالي، يُعفي أرثر ماريان ويمثل نفسه. بعد استدعاء غاري بادلز، زميل أرثر السابق، وجارته صوفي دوموند، يستريح دنت في قضيته. لا يقدم أرثر، الذي تأثر بوضوح بشهادة غاري، أي دفاع، على الرغم من أنه، خلال كلمته، يسخر من حراس أركام ويشير إلى أنهم يسيئون معاملته. عند عودته إلى أركام، يؤخذ إلى الحمامات من قبل الحارس الرئيسي جاكي سوليفان واثنين من الحراس كنوع من الانتقام، حيث يُجرد من ملابسه ويتعرض للاغتصاب بشكل عنيف. يُواجه ريكي، وهو سجين وصديق لأرثر، الحراس لفظيًا، مما يؤدي إلى خنق جاكي له حتى الموت.
خلال خطابه الختامي في المحكمة في اليوم التالي، يتنصل أرثر المحطم من شخصية الجوكر، ويتحمل المسؤولية الكاملة عن أفعاله. يشتعل غضب لي، فتغادر المحكمة، وتجد هيئة المحلفين أرثر مذنبًا بالقتل. بينما تقرأ رئيسة المحلفين الحكم، تنفجر قنبلة سيارة خارج قاعة المحكمة، مما يؤدي إلى مقتل وإصابة العديد من الحاضرين وتشويه نصف وجه دنت. في الفوضى، يساعد اثنان من المتابعين أرثر على الهرب.
يتجول أرثر في مدينة غوثام ويواجه لي خارج شقته القديمة، لكنها ترفضه لأنه تنصل من شخصيته كجوكر. أثناء مغادرتها، تعتقل الشرطة أرثر وتعيده إلى أركام. في اليوم التالي، يقترب منه سجين شاب ويبدأ بإخبار نكتة قبل أن يطعنه مرارًا في البطن. بينما ينزف أرثر حتى الموت، ينقش مهاجمه ابتسامة على وجهه بينما يضحك بشكل هستيري.

## طاقم التمثيل
- خواكين فينيكس بدور آرثر فليك / الجوكر، مجرم عدمي يعاني من اضطرابات عقلية بشخصية مستوحاة من شخصية المهرج، كان سابقاً مهرجاً فقيراً في الحفلات وكوميدياً طموحاً. صرّح المخرج تود فيليبس بأن الفيلم سيغوص أكثر في أعماق نفسية آرثر، لكنه لن يتحول إلى «أمير الجريمة المهرج»، حيث أن شخصية الجوكر الخاصة به تمثل رمزاً غير مقصود بالنسبة للأشخاص الذين يمنحونه الحب الذي لطالما أراده.[7]

- ليدي غاغا بدور هارلين "لي" كوينزل، مريضة في مصحة أركام العقلية تصبح مهووسة بآرثر وتشكّل معه علاقة رومانسية مميتة.[8][9] وصف المخرج فيليبس شخصية “لي” بأنها متلاعبة، غير أخلاقية، وأكثر “واقعية” مقارنة بنسخ سابقة، مع إهمالٍ متعمد للكثير من الأساليب والسلوكيات الكلاسيكية للشخصية لتتلاءم مع العالم الذي تم إنشاؤه في فيلم جوكر (2019).[10] شعرت غاغا بأن شخصية "لي" هي «دراسة للتناقضات»، إذ إن حبها وولعها بآرثر هو أيضاً إعجاب واحتقار، وصدق وخداع، خطر حقيقي وسلام تام، ووصفت لي بأنها «شخصية غير خطية تمامًا» ككل من يشارك في سرد القصص، معتبرةً أن لي تصبح «أكثر واقعية» كلما ازدادت تناقضًا.[11]

- برندان غليسون بدور جاكي سوليفان، حارس مسيء في مصحة أركام العقلية.[12]

- كاثرين كينر بدور ماريان ستيوارت، محامية آرثر.[13]

- زازي بيتز بدور صوفي دوموند، أم عزباء وجارة آرثر السابقة، الذي تخيل آرثر أنه على علاقة عاطفية معها.[14]

- ستيف كوجان بدور بادي مايرز، شخصية تلفزيونية شهيرة تجري مقابلة مع آرثر في مصحة أركام.[13]

- هاري لوتي بدور هارفي دنت، مساعد المدعي العام المنتخب حديثًا، والذي يخطط لتقديم آرثر للعدالة على جرائمه.[15][16] تجنب لوتي مشاهدة تجسيدات سابقة لشخصية هارفي دنت وبدلاً من ذلك طوّر قصة خلفية خاصة به للشخصية، حيث غرس فيليبس فيه فكرة أن دينت، في بدايات المحاكمات المتلفزة، مستعد بسخرية لمحاكمة آرثر من أجل تحقيق مكاسب شخصية.[17] أكد فيليبس أن أحد مشاهد الفيلم يشير إلى الانحدار التدريجي للشخصية نحو هوية «ذو الوجهين» الشهيرة في المادة الأصلية، مشيراً إلى أن فريق العمل حاول تقديم تبرير واقعي للأسباب التي تؤدي إلى أحداث معينة.[18]

- لي غيل بدور غاري بودلز، زميل آرثر السابق في عمله كمهرج، وهو الشخص الذي أبقى آرثر على حياته.[19]

- كين ليونغ بدور الدكتور فيكتور ليو، عالم النفس الذي يقدم شهادته بتشخيص آرثر في المحاكمة.[20]

- جاكوب لوفلاند بدور ريكي ميلين، سجين في مصحة أركام معجب بآرثر.[21]

- بيل سميتروفيتش بدور القاضي هيرمان روثواكس، الذي يترأس محاكمة آرثر.[22]

- شارون واشنطن بدور ديبرا كين، الأخصائية الاجتماعية السابقة لآرثر.[23]

يظهر كونور ستوري في دور سجين شاب في “آركام” يراقب آرثر سراً طوال الفيلم قبل أن يقتله ويبدو أنه يتبنى شخصيته، رغم أن فيليبس لم يؤكد ما إذا كان هذا هو الجوكر الذي سيصبح عدو باتمان. كما يظهر تيم ديلون في دور حارس في مصحة أركام يطلب من آرثر توقيع كتابه، ويتم استخدام صورة مارك مارون في دور جين أوفلاند للكتاب، إلى جانب لقطات أرشيفية لكل من روبرت دي نيرو في دور موري فرانكلين وفرانسيس كونروي في دور بيني فليك.

## الإنتاج

### التطوير
في البداية، كان من المقرر أن يكون فيلم جوكر (2019) فيلمًا مستقلًا،  إذ أرادت شركة وارنر برذرز إطلاق دي سي بلاك، وهي سلسلة أفلام مستوحاة من قصص دي سي كومكس وتكون غير مرتبطة بعالم دي سي السينمائي الممتد، وتهدف لتقديم محتوى مظلم وتجريبي بشكل أكبر، يشابه خط دي سي بلاك ليبل في مجال القصص المصورة.  لكن، حتى قبل انتهاء التصوير، أخبر خواكين فينيكس المخرج تود فيليبس بأنه لم يكن جاهزًا بعد لترك شخصية آرثر فليك، وذات ليلة أثناء نومه، راودته فكرة لشخصيته يؤدي فيها عروضًا على المسرح يروي فيها نكاتًا ويغني، مما أوحى له بفكرة تقديم جزء موسيقي تكميلي.  قاموا بنقل الفكرة إلى المنتج توبي إميريش.  وأوضح فيليبس في أغسطس 2019 أنه سيكون مهتمًا بإنتاج جزء ثانٍ إذا كان أداء الفيلم جيدًا وإذا كان فينيس مهتمًا بالمشاركة.  لكنه أوضح لاحقًا أن «الفيلم لم يُصمم ليكون له جزء ثانٍ؛ فقد قدمناه دائمًا كفيلم واحد وانتهى.» 
في أكتوبر 2019، تحدث فينيكس عن إعادة تأدية دوره كآرثر فليك قائلاً: «لا أستطيع التوقف عن التفكير فيه… ربما يكون هناك شيء آخر يمكننا القيام به مع الجوكر قد يكون مثيرًا للاهتمام.»  وفي مقابلة أخرى، قال: «لم يكن شيئًا أرغب حقًا في القيام به قبل العمل على هذا الفيلم. لا أعرف ما إذا كان هناك شيء آخر [يمكن القيام به]… لأن الفرص كانت تبدو بلا نهاية، والإمكانات مفتوحة لما يمكننا أن نتوصل إليه مع هذه الشخصية.»  وقد حصل على أجر قدره 20 مليون دولار لمشاركته.  ومع تحقيق الفيلم أكثر من مليار دولار، فكر فينيكس وفيليبس في تقديم مشروع تكميلي محتمل على شكل عرض مسرحي في برودواي. ولم يفكرا في تقديم جزء تقليدي يصور تطور شخصية آرثر ليصبح عدو باتمان، أو أن يصبح زعيمًا لمجموعة إجرامية، على الرغم من أن الفيلم الأصلي يصور جريمة قتل والدي بروس واين. وفضل فيليبس التركيز على كيفية جذب انهيار آرثر لمدينة جوثام، مستكشفًا فكرة الترفيه بطرق أكثر حداثة.
في نوفمبر 2019، أفادت مجلة هوليوود ريبورتر أن جزءًا جديدًا قيد التطوير، مع فيليبس، وكاتب السيناريو سكوت سيلفر، وفينيكس يعودون لأدوارهم.  ومع ذلك، نشرت ددلاين هوليوود في نفس اليوم أن خبر هوليوود ريبورتر غير صحيح، وأن المفاوضات لم تبدأ حتى.  وأوضح فيليبس أنه ناقش فكرة جزء ثانٍ مع وارنر براذرز، وأنه يظل احتمالاً، لكنه ليس قيد التطوير حاليًا. 
بدأ فيليبس وسيلفر تطوير الجزء الثاني بعد تأجيل الخطة الأصلية بسبب جائحة فيروس كورونا، بينما أخذوا بعين الاعتبار فكرة فينيكس لتقديم عنصر موسيقي. ووجد فيليبس أن الفكرة كانت محفوفة بالمخاطر بما يكفي لتضفي «الجرأة والتعقيد» على الفيلم من خلال الموسيقى والرقص والدراما والكوميديا وحتى قصة حب تقليدية. اقترح فينيكس فكرة وجود «الجوكر الأنثوي» كرفيقة رقص لآرثر في «تانغو نفسي»، مما أدى إلى فكرة إدراج هارلي كوين، الشريرة المرتبطة بالجوكر، لتلعب هذا الدور. 
في أوائل يونيو 2022، تولى ميخائيل دي لوكا وباميلا عبدي منصب الرئيسين المشاركين لاستوديو وارنر بروس السينمائي، مع كون الضوء الأخضر لتكملة الجوكر أحد أفعالهم الأولى.  في يونيو 2022، أكد فيليبس أن التكملة كانت قيد التطوير، مع نص من قبله وسيلفر. تم الكشف أيضا عن أن الفيلم بعنوان جوكر: جنون مشترك.  بحلول فبراير 2023، أكد الرئيس التنفيذي المشارك لـ دي سي فيلمز جيمس غان أن جنون مشترك سيكون مشروعا لـ دي سي إلس وورلدز، يقام خارج عالم دي سي السينمائي الرئيسي (DCU).  كان هدف فيليبس للفيلم هو جعله يشعر وكأنه تم إنتاجه من قبل «أشخاص مجانين»، لكنه كافح مع الإشارة إلى الفيلم على أنه «موسيقي»، حيث يفتقر الفيلم إلى الأرقام الموسيقية التقليدية، وتحتوي معظم الموسيقى على حوار، مع تشغيل أغاني مثل «كن سعيدًا» و«لمرة واحدة في حياتي» و«هذه هي الحياة» عندما لا يستطيع آرثر نطق الكلمات التي يريد قولها، مع نقل تلك الأغاني المشاعر التي يشعر بها آرثر فليك وهارلي كوين مع ما يبحثون عنه في علاقاتهما، حيث ينجذب الأول إلى القصص الرومانسية ويفضل الأخير الموسيقى حول القوة. 
وفي يوليو 2024، علقت ليدي غاغا على الغناء المطلوب منها قائلة: “كان ذلك مختلفًا عن أي شيء قمت به من قبل… بالنسبة لي، هناك العديد من الملاحظات، حقًا، عن كيفية أداء شخصيتي الغناء. أنا مغنية مدربة، أليس كذلك؟ لذلك حتى تنفسي كان مختلفًا عندما أغني كشخصية لي. عندما أغني على المسرح، أتنفس بطريقة محكمة لأحافظ على الإيقاع والنغمة بشكل صحيح، لكن لي لن تكون لديها القدرة على فعل ذلك. لذلك كان الأمر أشبه بالتخلص من الناحية التقنية بالكامل والدخول بعمق في شخصيتها.” وأضاف فيليبس أن هذه النسخة من الشخصية كانت “تجسيدًا فريدًا”، مستوحى من تفسيراتهم الشخصية، حيث أصبحت شخصية لي تشبه الشخصيات التي يعبدها الناس رغم كونها مجرمة، مشيرًا إلى أن هناك أوجه تشابه بين هارلي في الفيلم وبين القصص المصورة، لكنهم صنعوا الشخصية بطريقتهم الخاصة. 
لم يطلب فيليبس من الممثلين الغناء بشكل احترافي، مفضلًا صوتًا “أكثر خشونة وغير مستقر”، يتأرجح بين النشوة واليأس، وكان أحيانًا يتطلب الغناء خارج النغمة المعتادة. وأوضح صناع الفيلم أنهم أرادوا أن يبدو الأبطال كأشخاص عاديين يغنون بشكل عفوي، وأن الموسيقى تعبر عن حالاتهم النفسية، حيث لا يُفترض بهم أن يغنوا كنمط احترافي مع نغمة واضحة أو تردد ثابت، بل أرادوا أن يكون الصوت “مقلقًا وصادقًا”. 
في أغسطس 2024، أفادت تقارير بأن الفيلم سيبدأ بمشهد كارتوني مستوحى من أفلام لوني تيونز، من إنتاج الرسام سيلفان تشوميت، الذي عمل على فيلم “ثلاثة توائم من بيلفيل”، يليه مشاهد شغب في السجون، معارك قانونية في المحاكم، وتسلسل عرض منوعات يؤدي فيه فينيكس وغاغا مشهدًا يشبه ثنائي “سوني وشير” القاتل.  وفي نهاية الفيلم، يُظهر مشهد أن أحد نزلاء مصحة آركام ينحت على وجهه “ابتسامة غلاسكو” بعد شجار عنيف مع آرثر، وهو مشهد كان مخططًا ليكون في نهاية النسخة الأصلية للفيلم الأول، حيث كان آرثر يقوم بنحت الابتسامة أمام جمهوره من المؤيدين. ولكن، لم يسمح كريستوفر نولان باستخدام الفكرة، حيث اشترط أن يكون هذا الرمز خاصًا بشخصية الجوكر التي جسدها هيث ليدجر في فيلم فارس الظلام (2008). بعد انتهاء عقد نولان وشركته سينكوبي إنك. مع وارنر براذرز بسبب الخلافات حول تعامل الشركة مع إصدار فيلمه عقيدة (2020)، تمكن فيليبس وفريقه من إدراج الفكرة في الفيلم الجديد مع إحدى شخصيات المرضى الذين يقابلون آرثر. 
وفي أكتوبر 2024، أعلن فيليبس أنه لا ينوي إنتاج أفلام دي سي أخرى، رافضًا فكرة إنتاج جزء ثالث من جوكر أو عمل فيلم منفصل خاص بشخصية هارلي كوين. 

### اختيار الممثلين
بعد أيام من الإعلان الرسمي عن الفيلم، تم الإعلان أن ليدي غاغا تجري محادثات لتجسيد شخصية هارلي كوين وأن الفيلم سيكون موسيقيًا.  وافقت غاغا على الدور، حيث رأت فيه تحديًا جديدًا لم يسبق لها أن خاضته في أعمالها السينمائية السابقة مثل مولد نجم (2018) وبيت غوتشي (2021). كما أنها شعرت أن الشخصية تجمع بين ثنائية الهوية والتعقيد، حيث عكست جانبًا من حياتها الفنية وشخصيتها كمغنية مشهورة.  لاحقًا، أكدت غاغا مشاركتها في الفيلم في ذلك الصيف،  وحصلت على مبلغ 12 مليون دولار مقابل مشاركتها.  وفي أغسطس 2022، أُفيد بأن زازي بيتز في مفاوضات لإعادة تأدية دورها كشخصية صوفي دوموند.  تم تأكيد عودة بيتز لأداء دورها في الشهر التالي، بجانب انضمام برندان غليسون وكاثرين كينر وجاكوب إلى طاقم الفيلم.   انضم غليسون للمشروع تقديرًا لأداء فينيكس المميز في الفيلم الأول وإعجابه بغاغا، لكنه اعترف بشعوره بنوع من الرهبة بشأن ما سيتطلبه دوره. 
في أكتوبر، انضم هاري لوتي إلى طاقم الفيلم، ووصفت مجلة ددلاين هوليوود دوره بأنه «دور كبير»،  والذي تم الكشف لاحقًا في الإعلان الرسمي للفيلم أنه يجسد شخصية هارفي دينت. سجل لوتي تجربة أداء مع فيليبس عبر شريط فيديو لنقاش ذاتي بينه وبين صديق له، وذلك تزامنًا مع تجديد مسلسل إنداستري من إنتاج إتش بي أو في خريف عام 2022. لم يكن لوتي يتوقع الحصول على الدور، إذ لم يتوفر لديه أي معلومات عنه. بعد بضعة أسابيع، أجرى مكالمة فيديو مع فيليبس، وخلالها عرض عليه فيليبس دور هارفي دينت مباشرة، رغم أن فريقه كان يعتقد أن المكالمة ستكون لمراجعة الدور لجولة قراءة ثانية. 

### التصوير

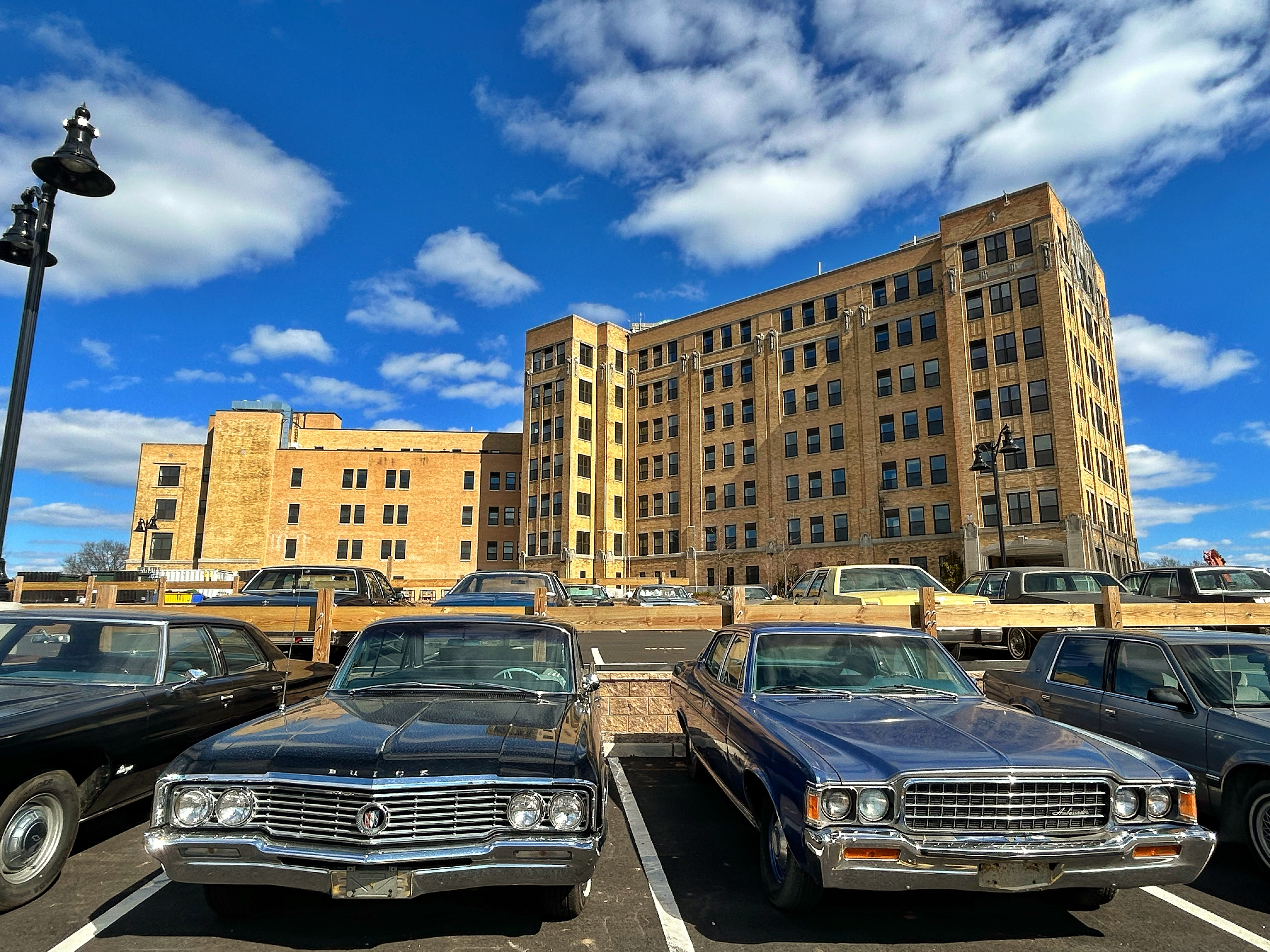
تم استخدام مستشفى إسكس كاونتي للعزل المهجور في نيوجيرسي (كما يظهر في الصورة في مارس 2023 مع سيارات قديمة وإكسسوارات تصوير) كموقع تصوير لمصحة أركام العقلية

بدأ التصوير الرئيسي في 10 ديسمبر 2022، حيث قام فيليبس بنشر أول نظرة على الفيلم عبر حسابه على إنستغرام، مع تولي لورانس شير مهمة التصوير السينمائي.  واستلهم شير الرؤية البصرية للفيلم من واحد من القلب (1982) للمخرج فرانسيس فورد كوبولا.  تم تصوير المشاهد الخارجية في مدينة نيويورك ولوس أنجلوس بحلول مارس 2023.  وظهرت غاغا في مشاهد مع مجموعة من الكومبارس يطالبون باعتقال الجوكر أمام محكمة مقاطعة نيويورك، مما دفع بعض المارة إلى الاعتقاد خطأً أن هذه الحشود كانت متعلقة باعتقال ترامب بعد أول لائحة اتهام ضده.  وتم تصوير مشاهد مصحة أركام في مستشفى إسكس كاونتي للعزل المهجور في بيلفيل، نيوجيرسي.  وفي أبريل 2023، تم التصوير في سلالم الجوكر الشهيرة على شارع ويست 167 في منطقة ذا برونكس، والتي ظهرت بشكل بارز في الجزء الأول من الفيلم.  وانتهى التصوير رسميًا في 5 أبريل 2023.  وقد تم تصوير الفيلم بالكامل باستخدام كاميرات رقمية معتمدة من آيماكس، بما في ذلك كاميرا آري أليكسا 65، التي تم استخدامها أيضًا في تصوير الجزء الأول من الجوكر. 
وعلى عكس العديد من الأفلام الموسيقية التي يتم فيها الغناء مع تسجيل مسبق، قام فينيكس وغاغا بأداء الأغاني مباشرة أثناء التصوير، بمصاحبة عازف بيانو خارج الكاميرا يتبع الإيقاع الذي يحدده الممثلون. وأثناء المونتاج، حاول فيليبس تنسيق اللقطات المختلفة في إطار موحد، ووصف التجربة بأنها «كابوس». 
وقد أظهرت صور المصورون الصحفيون من موقع التصوير لقطة لغاغا وهي تقبّل امرأة في مشهد رئيسي خلال محاكمة آرثر، حيث كان من المقرر أن تمر بجوار مجموعة من المتظاهرين وتطبع قبلة على المرأة (التي ارتجلتها غاغا) قبل أن تتوجه للقاء آرثر. لكن فيليبس قرر حذف هذه اللقطة وتركها كمشهد محذوف بعد أن أدرك أنها تتطلب حواراً من المرأة كان من شأنه أن يفسد الإحساس اللحظي للمشهد. 

### ما بعد الإنتاج
في ديسمبر 2023، كشف غان أنه قام بمراجعة المواد المصوّرة وأبدى ملاحظاته عليها، لكنه لم يكن له أي مشاركة أخرى في الفيلم.  وذُكر لاحقًا أن ملاحظاته وملاحظات بيتر سافران قوبلت بالرفض من قبل فيليبس، الذي لم يرغب بأي علاقة مع عالم دي سي أثناء صناعة الفيلم. وقد مُنح فيليبس مستوى استثنائيًا من الاستقلالية والتحكم الكامل في النسخة النهائية، مما سمح له بتجاوز أي رقابة من حراس العلامة التجارية، رغم دعم غان للفيلم.  أدى ذلك إلى عدم تورط أي من مدراء دي سي، حيث تمت الموافقة على الفيلم في فترة إعادة الهيكلة العشوائية للاستوديو، كما لم يظهر شعار دي سي فيلمز في مقدمة الفيلم. ولم يتم عرض الفيلم لاختبارات مسبقة، حيث ادعى بعض المصادر الداخلية أن ذلك كان باتفاق متبادل بين فيليبس والاستوديو لمنع تسريب الأحداث، على الرغم من أن أفلامًا سابقة تحتوي على تفاصيل حساسة مثل فيلم المنتقمون: نهاية اللعبة من عالم مارفل السينمائي قد خضعت لعدة اختبارات مسبقة. 
بلغت تكلفة الفيلم أكثر من الجزء الأول الذي كان بميزانية تقدر بحوالي 60 مليون دولار، حيث أشارت بعض المصادر إلى أن تكاليف فيلم جوكر: جنون مشترك بلغت حوالي 200 مليون دولار، رغم أن فيليبس نفى هذا الرقم. وأُفيد لاحقًا أن التضخم في الميزانية كان بسبب إصرار فيليبس على التصوير في مواقع باهظة الثمن مثل وسط مدينة لوس أنجلوس، رغم أن الاستوديو كان يفضل التصوير في موقعه بلندن، مما كان يمكن أن يوفر حوالي 12 مليون دولار، وأيضاً بسبب الأجور العالية لفيليبس وفينيكس وغاغا التي بلغت مجتمعةً 52 مليون دولار.  ووفقًا لبعض المصادر، ورغم دعم مؤسس فيديكس فريدريك دبليو سميث، ساهمت شركة ألكون إنترتينمنت في حصة فيلاج رود شو بيكتشرز من الجزء الأول بحماس للحصول على نصيب في الإنتاج. ومع ذلك، أرادت إدارة وارنر برذرز برئاسة ديفيد زاسلاف تحقيق المزيد من الربح ووافقت على وجود ممول واحد فقط، وهو الشريك دومين إنترتنمنت.  ووفرت شركة إندستريال لايت آند ماجيك المؤثرات البصرية. 

## الموسيقى
ألفت هيلدور غونادوتير موسيقى الفيلم، عائدةً من العمل على الفيلم الأول. يحتوي الفيلم على 16 رقمًا موسيقيًا، معظمها إعادة أداء لأغانٍ موجودة مسبقاً، بالإضافة إلى أغنية أصلية واحدة كتبتها ليدي غاغا، والتي أصدرت ألبوماً موازيًا بعنوان هارلي كوين في 27 سبتمبر 2024.

## التسويق
تم إصدار الإعلان التشويقي للفيلم في 10 أبريل 2024، بينما عرضت شركة وارنر براذرز عرضًا تقديميًا في مؤتمر سينما كون لعام 2024، بإشراف المخرج فيليبس. يتضمن الإعلان غلافًا للأغنية ما يحتاجه العالم الآن هو الحب (1965) بأداء سامي ديفيس جونيور وتوم جونز. وعلقت كريستي كاراس من لوس أنجلوس تايمز على تقديم الفيلم كعمل موسيقي، مشيرة إلى أن هناك اتجاهاً بين استوديوهات الأفلام للتردد في الترويج لأفلامهم كأعمال موسيقية، مستشهدة بفيلمي ونكا (2023) وفتيات لئيمات (2024) كمثالين. في مقال لمجلة فارايتي، وصفت ريبيكا روبين مشاهد الفيلم بأنها «مظلمة وقاسية»، وأبرزت تصوير كوين كمصدر إلهام مضطرب لآرثر فليك . وأشار جيريمي فوستر وستيفاني كالوي من مجلة ذا وراب إلى أن الإعلان التشويقي ركز على حب كوين وفليك «الجامح والمدمر». وقد حقق الإعلان 167 مليون مشاهدة خلال 24 ساعة، ليصبح بذلك أكبر عرض تشويقي لشركة وارنر براذرز، متفوقاً على الإعلان الأول لفيلم باربي (2023).
أوضح فيليبس أنه كان يخطط في البداية لتصوير إعلان لفيلم تلفزيوني داخل سياق الفيلم عن قصة آرثر فليك، وأكد أن الفيلم من بطولة إيثان تشيس، وهو شخصية لعبها جستن ثيرو في الفيلم الأول، وكان من المخطط أن يعيد ثيرو تجسيد الدور لتصوير هذا الإعلان. لكن تم إلغاء هذه الخطط بسبب ضيق الوقت .

## الإطلاق
عَرض فيلم جوكر: جنون مشترك عرضه العالمي الأول في الدورة 81 من مهرجان البندقية السينمائي في 4 سبتمبر 2024. وذكر بعض المطلعين من شركة وارنر براذرز أن الاستوديو لم يكن يرغب في عرض الفيلم لأول مرة في ذلك المهرجان كما فعلوا سابقًا في 2019 مع جوكر، لكن المخرج فيليبس أصر حتى وافقوا، بينما صرح متحدث باسم وارنر بأنهم يدعمون القرار بالكامل لعرض الفيلم في البندقية. تم إصدار الفيلم في دور العرض في الولايات المتحدة في 4 أكتوبر 2024، عبر شركة وارنر براذرز بيكتشرز. وخلال عرضهم التقديمي في سيني أروب لعام 2024، أعلنت وارنر براذرز أن الفيلم سيصدر دوليًا في 2 أكتوبر 2024، قبل العرض المحلي بيومين.
وبعد نجاح فيلمي أوبنهايمر (2023) وكثيب: الجزء الثاني (2024) في هذا التنسيق، تم إصدار جوكر: جنون مشترك بتنسيق فيلم أيماكس 70 ملم ذو الـ15 ثقبًا في 11 موقعاً حول العالم.

### العرض المنزلي
تم إصدار فيلم جوكر: جنون مشترك بنسخة رقمية عالية الدقة (HD) في 29 أكتوبر 2024.

## الإستقبال

### شباك التذاكر
اعتبارًا من 6 نوفمبر 2024، حقق فيلم جوكر: جنون مشترك إيرادات بلغت 58.3 مليون دولار في الولايات المتحدة وكندا، و146.5 مليون دولار في مناطق أخرى، ليصل إجمالي الإيرادات العالمية إلى 204.8 مليون دولار. وفقًا لتقرير نشرته مجلة فارايتي، بلغ النقطة التعادلية للفيلم 450 مليون دولار، بينما قدرتها شركة وارنر براذرز بـ375 مليون دولار؛ كما ذكرت المجلة لاحقًا أن تقديرات الخسائر قد تصل بين 125 و200 مليون دولار خلال فترة عرضه السينمائي.
قبل خمسة أسابيع من الإصدار، توقعت مجلة بوكس أوفيس برو أن يحقق الفيلم بسهولة على الأقل 100 مليون دولار في عطلة نهاية الأسبوع الافتتاحية في الولايات المتحدة وكندا، وأن يتفوق على الفيلم السابق الذي حقق افتتاحًا بقيمة 96.2 مليون دولار، حيث كانت التوقعات تتراوح بين 115 و145 مليون دولار رغم تقييماته المختلطة في مهرجان البندقية، مثل الفيلم السابق. بعد ذلك بأسبوعين، انخفضت التوقعات إلى 70 مليون دولار، وفي الأسبوع السابق للإصدار، أصبحت التقديرات بين 55 و60 مليون دولار. في اليوم الأول من عرضه، حيث حقق 20 مليون دولار، بما في ذلك حوالي 7 مليون دولار من عروض ليلة الخميس المسبقة، انخفضت التوقعات مرة أخرى إلى 45 مليون دولار لعطلة نهاية الأسبوع. بلغت الإيرادات في نهاية الأسبوع الافتتاحي 37.7 مليون دولار من 4,102 دار عرض، ليتصدر شباك التذاكر، لكنه لم يلبِ التوقعات. قارن العديد من المنصات بين إيرادات الفيلم في عطلة نهاية الأسبوع الافتتاحية مع إيرادات أفلام بارزة أخرى مؤخرًا التي لم تحقق نجاحًا كبيرًا، مثل ذا مارفيلز (2023) ومدام ويب (2024)، مشيرين إلى أن افتتاح جنون مشترك حقق أقل من كليهما. وأرجعت مجلة ددلاين هوليوود ذلك إلى أن بعض معجبي الفيلم الأول لم يرغبوا بمشاهدة نسخة موسيقية منه.
أقر جيف غولدشتاين، رئيس قسم التوزيع المحلي في الشركة، بأداء الفيلم في مقال نشرته صحيفة وول ستريت جورنال، مشيرًا إلى أن الجزء الثاني كان «تعمقًا أكبر في مرض العقلي»، معبرًا عن تكهنات بأن بعض الفئة الرئيسية من الجمهور (لا سيما الرجال) لم يتفاعلوا مع هذا التوجه الجديد للشخصية «لي». اعتبر دان آيفز، محلل مالي في وول ستريت، أن الفيلم يمثل «لكمة في الوجه» لوارنر براذرز في وقت حرج، حيث كان من المتوقع أن يكون الفيلم ضربة ناجحة. كما أرجعت مجلة فاريتي الأداء الضعيف للفيلم إلى غياب برادلي كوبر عن المشاركة فيه، الذي عرف بحسه التجاري الذي أثر إيجابًا على الجزء الأول، حيث قام كوبر بحل شراكته الإنتاجية مع فيليبس في عام 2021. أشارت المجلة أيضًا إلى أن جوكر: جنون مشترك يعتبر سادس فيلم حي مستند إلى شخصيات دي سي لا يحقق النجاح المالي منذ النجاح التجاري لفيلم ذا باتمان (2022)، حيث سبقه في هذا الأداء كل من بلاك آدم (2022)، وشازم!: غضب الألهة، وذا فلاش، وبلو بيتل، وأكوا مان والمملكة المفقودة (جميعها عام 2023). وأشار مصدر من وارنر براذرز إلى أن الفيلم زاد من الضغط بشكل غير مسبوق على فيلم سوبرمان (2025)، الذي يأمل كل من غان وسافران أن يكون بداية لإعادة التوازن.
في الأسبوع الثاني من عرضه، حقق جوكر: جنون مشترك إيرادات بلغت 7 ملايين دولار، مسجلًا انخفاضًا قياسيًا بنسبة 81% لفيلم من دي سي. تراجعت إيرادات الفيلم في الأسبوع الثاني عن افتتاح فيلم الرعب المستقل مرعب 3 (2024)، الذي تصدر شباك التذاكر في عطلة نهاية أسبوعه الافتتاحية في المركز الأول. في الأسبوع التالي، خسر الفيلم 1,245 دار عرض وحقق 2.2 مليون دولار، مسجلًا انخفاضًا آخر بنسبة 69%، ليحتل المركز السادس في قائمة الإيرادات.

### الإستجابة النقدية
وصفت المنشورات التوافق النقدي على فيلم جنون مشترك عند إطلاقه بأنه سلبي أو متباين. في موقع تجميع التقييمات روتن توميتوز، حصل الفيلم على نسبة إيجابية تبلغ 32% من بين 349 مراجعة نقدية، بمتوسط تقييم بلغ 4.9 من 10. وينص إجماع الموقع على: «يأخذ الجوكر، الذي يؤديه خواكين فينيكس، مركز الصدارة في جزء ثانٍ يتراقص حول القصة بينما تظل ثابتة، رغم أن طاقة ليدي غاغا العفوية تضيف بعض الحيوية إلى جنون مشترك.» أما موقع ميتاكريتيك، الذي يستخدم متوسط موزون، فقد منح الفيلم درجة 45 من أصل 100 بناءً على آراء 62 ناقدًا، مما يشير إلى «مراجعات متباينة أو متوسطة». ومن جهة أخرى، منح الجمهور الذي استطلع آراؤه عبر سينماسكور الفيلم متوسط درجة «D» على مقياس من A+ إلى F (وهي أدنى درجة حصل عليها فيلم مقتبس من قصص مصورة)،  بينما منحه جمهور بوست تراك تقييمًا إيجابيًا إجماليًا بنسبة 40%—بمتوسط تقييم 1/2 من أصل خمس نجوم—مع نسبة منخفضة جداً بلغت 24% أبدوا فيها رغبتهم بالتوصية بالفيلم. 

## روابط خارجية
- جوكر: جنون مشترك على موقع IMDb (الإنجليزية)
- جوكر: جنون مشترك على موقع ميتاكريتيك (الإنجليزية)
- جوكر: جنون مشترك على موقع روتن توميتوز (الإنجليزية)
- جوكر: جنون مشترك على موقع قاعدة بيانات الأفلام العربية
- جوكر: جنون مشترك على موقع ألو سيني (الفرنسية)
- جوكر: جنون مشترك على موقع فيلمافينيتي (الإسبانية)
- جوكر: جنون مشترك على موقع قاعدة بيانات الأفلام السويدية (السويدية)
- جوكر: جنون مشترك على موقع قاعدة بيانات الفيلم (الإنجليزية)
- جوكر: جنون مشترك على موقع ليتربوكسد (الإنجليزية)
- جوكر: جنون مشترك على موقع كينوبويسك (الروسية)